# Школа педагогики Дальневосточного федерального университета

Памятник Некрасову в сквере напротив главного корпуса ШП ДВФУ.

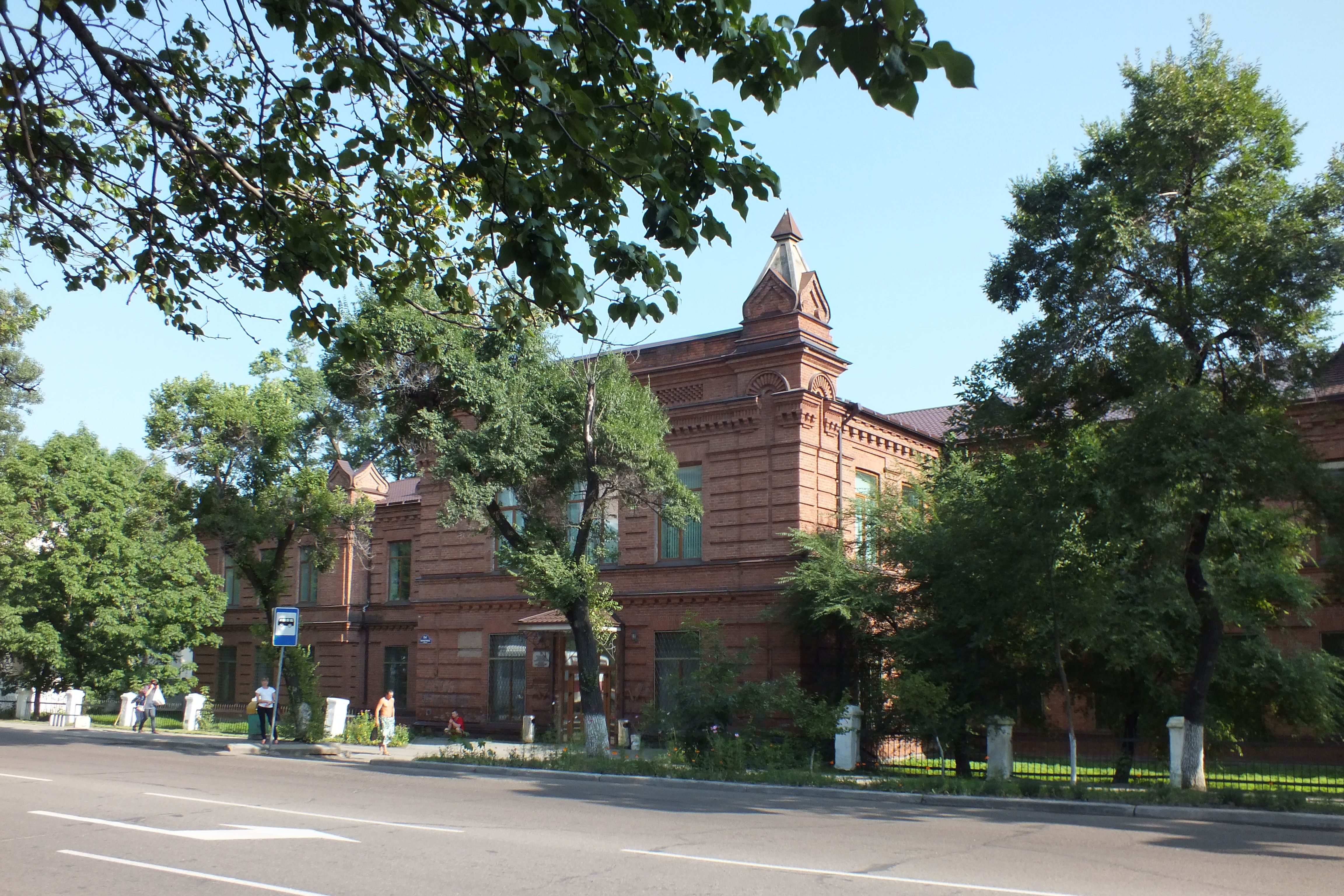
Физико-математический факультет УГПИ, памятник архитектуры.

Шко́ла педаго́гики Дальневосто́чного федера́льного университе́та (сокращённо ШП ДВФУ) — высшее учебное заведение, научно-образовательное подразделение Дальневосточного федерального университета, осуществляющее образовательную подготовку педагогов и научно-исследовательскую деятельность в области педагогических наук. Расположена во Владивостоке Приморского края.
С 1954 по 2010 годы высшее учебное заведение существовало как Уссури́йский госуда́рственный педагоги́ческий институ́т (УГПИ). В 2011 году институт полностью реорганизован в филиал ДВФУ в г. Уссурийске (Школа педагогики).

## История
Школа педагогики ведёт свою историю от Никольск-Уссурийской женской учительской семинарии, открытой 7 сентября 1909 года. В 1923 году семинария была реорганизована в педагогические курсы, а затем в педагогический техникум. В 1949 году на базе техникума был открыт учительский институт. 1 октября 1954 года учительский институт преобразован в Уссурийский государственный педагогический институт.
1954 год и считается годом основания вуза. Тогда в его состав входило два факультета, на которых обучались около 150 человек.
К концу 1970-х годов в Уссурийском государственном педагогическом институте было 15 кафедр и четыре факультета: физико-математический, биолого-химический, филологический и факультет иностранных языков. В институте обучалось более 2 тысяч студентов очников и более полутора тысяч заочников. В педагогическом институте работало более 200 преподавателей. В библиотеке института насчитывалось более 230 тысяч книг. На физико-математическом факультете читался курс «Вычислительная математика и программирование», работал кабинет вычислительной техники (ЭВМ «Минск 14»). Студентами и преподавателями биолого-химического факультета в институте был создан зоологический музей. На каждом факультете действовали различные студенческие кружки. Институт установил связи со многими сельскими школами Приморского края.
К концу 2000-х годов Уссурийский государственный педагогический институт выпустил более 25 тысяч молодых специалистов. В институте насчитывалось 9 факультетов, где обучалось около 5 тысяч студентов очного и заочного отделений. Институт готовил специалистов по 18 педагогическим и четырём университетским специальностям. По словам губернатора Приморского края Сергея Дарькина, институт готовил 78 процентов всех учителей школ края. В институте работало более 350 преподавателей, действовала аспирантура по 16 специальностям. Институт наладил тесные связи с рядом российских и зарубежных вузов. Среди выпускников вуза была С. Ю. Орлова — заместитель Председателя Совета Федерации (с 2004 по 2013).
В 2010 году Уссурийский государственный педагогический институт вошёл в состав Дальневосточного федерального университета и был преобразован в филиал ДВФУ в г. Уссурийске (Школу педагогики).
В августе 2021 года филиал был передан под руководство ВГУЭС. Институту было возвращено историческое название - Уссурийский педагогический институт. Передано было 3 значимых здания бывшего УГПИ: главный учебный корпус по ул. Некрасова, 35 и его административная пристройка, учебный корпус по ул. Чичерина, 44, а также Общежитие №3 по ул. Некрасова 25.
С августа 2021 года Школа педагогики ДВФУ полностью находится на кампусе ДВФУ на острове Русский (Корпус D).
В сентябре 2021 года руководство ШП ДВФУ озвучило условия для фактического переезда во Владивосток. Во-первых, фактический перевод будет осуществляться по учебным группам. Во-вторых, необходимо письменное согласие абсолютно каждого студента в группе. Переезд оказался де-факто невозможным, и студенты продолжат обучение в стенах филиала ВГУЭС.

### Ректоры УГПИ и директора Школы педагогики ДВФУ
Ректоры УГПИ:
- 1953—1960 — Касаткин, Михаил Андреевич (до 1957 года — директор Ворошиловского государственного педагогического института, затем директор УГПИ)
- 1960—1964 — Глухов, Николай Данилович
- 1964—1968 — Виноградов, Владимир Дмитриевич
- 1968—1973 — Купцов, Иван Иванович
- 1973—1978 — Тареев В. Н.
- 1978—1983 — Герасимов, Гелий Николаевич
- 1983—2008 — Тарасов, Валерий Иванович, канд. геогр. наук, профессор
- 2008—2011 — Пишун, Сергей Викторович, д-р филос. наук, профессор

Директора Школы педагогики ДВФУ:
- 2011—2018 — Пишун, Сергей Викторович, д-р филос. наук, профессор
- 2018—2022 — Мартыненко, Оксана Олеговна
- с 2022 — Фролова Марина Инсафовна

## Профессорско-преподавательский состав
Профессорско-преподавательский состав Школы педагогики ДВФУ включает в себя более 500 человек:
- около 80 профессоров и докторов наук;
- более 50 академиков, действительных членов и членов-корреспондентов РАН, и других российских и международных академий наук;
- 250 кандидатов наук и доцентов;
- более 30 лауреатов государственных премий, заслуженный деятелей и заслуженных работников РФ.

## Структура

### Дирекция Школы педагогики
- Директор — Фролова Марина Инсафовна
- Заместитель директора по развитию — Федорова Елена Викторовна
- Заместитель директора по учебной и воспитательной работе — Федорова Елена Викторовна

### Административно-управленческие подразделения
- Учебно-методическое управление
- Научно-организационное управление
- Управление по развитию инноваций в образовании
- Отдел воспитательной работы - Обухова Дарья Викторовна